# Хенан
Хенан (кин: 河南, Hénán - јужно од Жуте реке) је покрајина у средињем делу Кине. Главни град покрајине је Џенгџоу. Хенан се традиционално сматра колевком кинеске цивилизације.
Покрајина има површину од 167.000 km² и 98.690.000 становника (2007). Хенан је кинеска покрајина са највише становника по регистрованом сталном пребивалишту (Гуандонг има највећи број становника ако се урачуна број миграната). Граничи се са покрајинама:
- Хебеј на северу,
- Шандунг на североистоку,
- Анхуеј на југоистоку,
- Хубеј на југу,
- Шенси на западу,
- Шанси на северозападу.